# Fégréac
 Fégréac  es una población y comuna francesa, situada en la región de Países del Loira, departamento de Loira Atlántico, en el distrito de Châteaubriant y cantón de Saint-Nicolas-de-Redon.

## Demografía
| 1890 | 1835 | 1714 | 1752 | 1874 | 1992 |
| Para los censos de 1962 a 1999 la población legal corresponde a la población sin duplicidades (Fuente: INSEE [Consultar]) |      |      |      |      |      |